# Hydropsyche venada
Hydropsyche venada là một loài Trichoptera trong họ Hydropsychidae. Chúng phân bố ở miền Tân bắc.